# آماده به خدمت
آماده به خدمت (به فرانسوی: La Permanence) فیلم مستند فرانسوی محصول ۲۰۱۶ به کارگردانی آلیس دیوپ است. این فیلم منتخب جشنواره سینما دو ریل (Cinéma du Réel) پاریس بوده است. این فیلم پنجمین اثر و دومین فیلم مستند بلند دیوپ به‌شمار می‌رود. آماده به خدمت در سال ۱۳۹۶ در بخش «آینه یک جشنواره» یازدهمین دوره جشنواره سینما حقیقت به نمایش درآمد.

## خلاصه داستان
این مستند وقایع بیمارستان آویسن در حومه شمالی پاریس را به تصویر می‌کشد که خدمات مشاوره رایگان به مهاجران سراسر جهان ارائه می‌دهد. وقتی زندگی از دست می‌رود، آنها یک پناهگاه امن را فراهم می‌کنند.